# Championnat d'Ouganda de football 1968-1969
Navigation
Edition suivante
La saison 1968-1969 du Championnat d'Ouganda de football est la toute première édition du championnat de première division ougandais. Cette saison, huit clubs ougandais prennent part au championnat organisé par la fédération.
C'est le club de Prisons FC Kampala qui remporte la compétition cette saison après avoir terminé en tête du classement final, avec trois points d'avance sur un duo composé du club d'Army SC et du Coffee SC. C'est le premier titre de champion d'Ouganda de l'histoire du club, qui devient ainsi la première équipe ougandaise à représenter le pays en compétition continentale.

## Participants
- Prisons FC Kampala
- Express FC
- Army SC
- Mbarara United
- Jinja FC
- Mbale FC
- Masaka FC
- Coffee SC

## Compétition

### Classement
Le classement est établi sur le barème de points classique : victoire à 2 points, match nul à 1, défaite à 0.
| Rang | Équipe             | Pts | J  | G  | N | P  | Bp | Bc | Diff |
| ---- | ------------------ | --- | -- | -- | - | -- | -- | -- | ---- |
| 1    | Prisons FC Kampala | 24  | 14 | 11 | 2 | 1  | 51 | 16 | +35  |
| 2    | Army SC            | 21  | 14 | 10 | 1 | 3  | 41 | 14 | +27  |
| 3    | Coffee SC          | 21  | 14 | 8  | 5 | 1  | 33 | 14 | +19  |
| 4    | Express FC         | 18  | 14 | 8  | 2 | 4  | 32 | 17 | +15  |
| 5    | Jinja FC           | 12  | 14 | 4  | 4 | 6  | 33 | 29 | +4   |
| 6    | Masaka FC          | 9   | 14 | 4  | 1 | 9  | 39 | 38 | +1   |
| 7    | Mbarara United     | 5   | 14 | 2  | 1 | 11 | 20 | 57 | -37  |
| 8    | Mbale FC           | 2   | 14 | 1  | 0 | 13 | 14 | 77 | -63  |

|  | Qualification pour la Coupe des clubs champions africains 1970 |

## Bilan de la saison
| Championnat d'Ouganda de football 1968-1969                        |                                |
| Champion                                                           | Prisons FC Kampala (1er titre) |
| Qualifications continentales                                       |                                |
| Coupe des clubs champions africains 1970                           | Prisons FC Kampala             |
| Promotions et relégations                                          |                                |
| Promus en Championnat d'Ouganda de football                        | Aucun                          |
| Relégués en Championnat d'Ouganda de football de deuxième division | Aucun                          |